# Courcerault
Courcerault is een plaats en voormalige gemeente in het Franse departement Orne (regio Normandië) en telt 173 inwoners (1999). De plaats maakt deel uit van het arrondissement Mortagne-au-Perche. Op 1 januari 2016 is Courcerault gefuseerd met de gemeenten Boissy-Maugis, Maison-Maugis en Saint-Maurice-sur-Huisne tot de gemeente Cour-Maugis sur Huisne. 

## Geografie
De oppervlakte van Courcerault bedraagt 15,1 km², de bevolkingsdichtheid is 11,5 inwoners per km².
De onderstaande kaart toont de ligging van Courcerault met de belangrijkste infrastructuur en aangrenzende gemeenten.

## Demografie
Onderstaande figuur toont het verloop van het inwonertal (bron: INSEE-tellingen).